# Camden (Ohio)
Camden falu az USA Ohio államában. Lakosainak száma 1989 fő (2020. április 1.).

## Népesség
A település népességének változása:

| 2010 | 2 046 |
| 2020 | 1 989 |